# Електростатична лінза

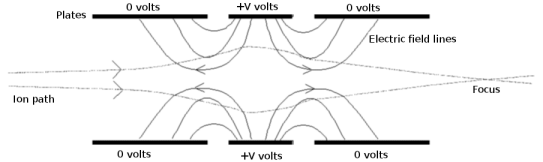
Схема, що пояснює принцип фокусування пучка в електростатичній лінзі

Електростати́чна лі́нза — пристрій для управління пучком електронів або йонів, аналогічно тому, як оптична лінза управляє пучком світла.
В електростатичних лінзах пучок заряджених частинок рухається через порожнину в системі провідників із різним потенціалом та невеличкими проміжками між ними. Заряджені частинки прискорюються або сповільнюють в цих проміжках, міняючи напрям свого руху.
На рисунку праворуч схематично зображений принцип дії лінзи. В першому проміжку заряджені частинки сповільнюються, а тому початкове відхилення напрямку руху від осі лінзи збільшується — пучок розбігається. В іншому проміжку заряджені частинки прискорюються і відхиляються в напрямку до осі, що дозволює сфокусувати пучок.
Показана на рисунку праворуч лінза має вертикальну площину симетрії. Такі лінзи називають одиночними або симетричними. Електростатичні лінзи, в яких потенціали з різних боків середньої площини різні, називаються імерсійними. Імерсійні лінзи бувають прискорюючі та гальмуючі. Вони часто складаються з коаксіальних, вставлених один в інший, циліндрів.
Поперечний переріз електростатичних лінз може бути циліндричним або прямокутним. Існує багато різноманітних конструкцій лінз, пристосованих для певної цілі.
Електростатичні лінзи використовуються в багатьох електронних приладах: електронних гарматах, електронних мікроскопах, прискорювачах тощо.